# Molophilus tetracanthus
Molophilus tetracanthus är en tvåvingeart som beskrevs av Alexander 1929. Molophilus tetracanthus ingår i släktet Molophilus och familjen småharkrankar. Inga underarter finns listade i Catalogue of Life.